# Convention de Scutari
 (février 2023).
Si vous disposez d'ouvrages ou d'articles de référence ou si vous connaissez des sites web de qualité traitant du thème abordé ici, merci de compléter l'article en donnant les références utiles à sa vérifiabilité et en les liant à la section « Notes et références ».
La convention de Scutari (Turc: İşkodra Barışı) est un traité signé entre l'Empire ottoman et la principauté du Monténégro le 31 août 1862. Face au risque d'intervention de la Russie et de la France, ce traité fait état d'arrangements avantageux pour la Sublime Porte sans rien préciser de la subordination du Monténégro à son endroit. Le Monténégro ne renie rien de son statut d'état indépendant, que reconnaissent les puissances européennes, tandis que l'Empire ottoman revendique toujours sa suzeraineté.

## Historique
Pendant la première partie du XIXe siècle l'empire s'est affaibli et Nicolas Ier, le prince du Monténégro, s'est senti libre d'aider une rébellion dans la province voisine Herzégovine. Ömer Pasha, le général ottoman chargé de réprimer la rébellion, a défait les rebelles et marché vers Cetinje (la capitale du Monténégro). La principauté de Monténégro est reconnue indépendante depuis 1799 par les puissances européennes tandis qu'elle est considérée comme un état vassal par l'Empire ottoman.

## Le traité
Le traité a été signé à Scutari dans l'Empire ottoman (aujourd'hui Shkodër, Albanie) après que le Monténégro recherche la paix. Les articles sont en quatorze points :
1. L'administration intérieure du Monténégro restera telle qu'elle a été avant l'entrée des troupes impériales sur son territoire.
2. La ligne de démarcation tracée par la commission mixte en 1859 constituera à l'avenir la limite du Monténégro.
3. Le gouvernement ottman permettra aux monténégrins l'exportation et l'importation de marchandises dans le port d'Antivari sans prélever aucun droit de douane. L'importation d'armes et de munitions de guerre est prohibée.
4. Les monténégrins auront la faculté de prendre à ferme des terrains en dehors du Monténégro, dans le but d'y faire de l'agriculture.
5. Mirko Petrović-Njegoš qui a combattu les ottomans quittera le Monténégro et ne pourra plus y retourner.
6. La route d'Herzégovine à Scutari, passant par l'intérieur du Monténégro, sera ouverte au commerce. Sur le trajet de cette route, plusieurs points seront occupés par les troupes impériales, qui tiendront garnison dans des bloc-haus. Les points à occuper seront désignés plus tard.
7. Les monténégrins ne devrons plus faire d'excursions hostiles hors de leurs frontières. En cas de soulèvement d'un ou plusieurs districts voisins du Monténégro, les monténégrins ne leur accorderont aucun appui, ni moral ni matériel. Tous les sénateurs, chefs des nahias et autres dignitaires du Monténégro, devront donner au serdar-ekrem leur engagement par écrit d'observer cette condition.
8. Tous les différents de moindre importance qui pourraient survenir sur les confins, seront réglés d'un commun accord. Chacune des puissances limitrophes du Monténégro aura un représentant chargé de régler ces différends, et dans le cas où une question importante ne pourrait recevoir par eux une solution satisfaisante, les deux parties s'adresseront directement à la Sublime Porte.
9. Aucune famille ne pourra entrer au Monténégro sans un passeport délivré par les autorités ottomans. Tout contre venant devra être rigoureusement renvoyé.
10. Il sera permis aux monténégrins, dans l'intérêt de leur commerce, de voyager dans toute l'étendue de l'empire ottoman. Les voyageurs auront la protection du gouvernement.
11. Tous les criminels seront arrêtés et consignés à leurs autorités respectives, sur la base d'une extradition réciproque.
12. Tous les criminels rayas seront renvoyés dans leurs familles.
13. En vertu du même principe de réciprocité, tous les objets volés seront restitués et les auteurs des vols seront punis.
14. Les monténégrins s'engageront à ne construire aucune fortification sur les confins de l'Albanie, de la Bosnie et de l'Herzégovine.

## Suite
L'article sur le bannissement de Mirko Petrovitch resta lettre morte tous comme, après un arrangement ultérieur, l'article sur l'occupation de quelques points de la route stratégique de Herzégovine à Scutari.